# Sandra Kiriasis
Sandra Kiriasis, geborene Sandra Prokoff (* 4. Januar 1975 in Dresden), ist eine ehemalige deutsche Bobpilotin. Sie war von 2003 bis 2011 neunmal Gesamtweltcup-Siegerin, 2006 Olympiasiegerin und gewann sieben Weltmeistertitel.

## Werdegang
Kiriasis, die im erzgebirgischen Geising aufwuchs, begann bereits im Alter von fünf Jahren mit dem Langlauf, wechselte 1985 zum Rennrodeln und dann 2000 zum Bobsport. Sie startete für die RSG Hochsauerland. Zum Bobteam Kiriasis gehörten zuletzt neben Kiriasis selbst Berit Wiacker und Petra Lammert als Bremserinnen, Bernhard Lehmann als Heimtrainer und Wolfram Schweizer als Technischer Berater.
Im Juli 1993 wurde sie Soldatin auf Zeit, im Oktober 1993 kam sie als Sportsoldatin zur Sportfördergruppe der Bundeswehr in Warendorf. Im Juli 2014 beendete Kiriasis ihre Sportkarriere. Kurz vor ihrem Ausscheiden aus der Bundeswehr im Juli 2016 wurde sie zum Stabsfeldwebel der Reserve befördert. Im Jahr 2017 schloss sie ein duales Bachelorstudium in „Gesundheitssport und Prävention“ an der Fachhochschule für Sport und Management Potsdam als Jahrgangsbeste mit einem Schnitt von 1,2 ab. Das Thema ihrer Bachelorarbeit lautete Der Spitzensportler als Spitzenunternehmer – Eine Studie über die Erfolgsgenese von Spitzensportlern als ganzheitliche Unternehmer.
Kiriasis trainierte das Frauen-Bobteam von Jamaika, das sich im Januar 2018 im Zweierbob für die Olympischen Winterspiele 2018 in Pyeongchang qualifizierte. Noch vor dem Frauen-Bobwettbewerb wurde sie vom jamaikanischen Bobverband entlassen.

## Erfolge
- Olympiasiegerin 2006 in Turin im Zweierbob mit Anja Schneiderheinze
- Olympisches Silber 2002 in Salt Lake City mit Ulrike Holzner
- 4. Platz bei Olympia 2010 in Vancouver im Zweierbob mit Christin Senkel[5][6]
- Gesamtweltcupsiegerin im Zweierbob 2003, 2004, 2005, 2006, 2007, 2008, 2009, 2010, 2011
- Weltcupeinzelwertungen: 45× 1. Platz, 19× 2. Platz, 16× 3. Platz
- Weltmeisterin 2005 in Calgary, 2007 in St. Moritz, 2008 in Altenberg
- Vizeweltmeisterin 2003 Winterberg, 2004 Königssee, 2012 Lake Placid
- Mannschafts-Weltmeisterin 2007 in St. Moritz, 2008 in Altenberg, 2009 in Lake Placid, 2011 Königssee
- Europameisterin 2006 in St. Moritz, 2007 in Cortina d’Ampezzo, 2008 in Cesana Torinese, 2009 in St. Moritz, 2011 in Winterberg, 2013 in Igls
- Deutsche Meisterin 2003, 2004, 2005, 2006, 2007, 2008, 2009

### Gesamtweltcup
| Saison  | Platz | Punkte |
| ------- | ----- | ------ |
| 2001/02 | 02.   | 0264   |
| 2002/03 | 01.   | 0246   |
| 2003/04 | 01.   | 0196   |
| 2004/05 | 01.   | 0645   |
| 2005/06 | 01.   | 0570   |
| 2006/07 | 01.   | 0730   |
| 2007/08 | 01.   | 1735   |
| 2008/09 | 01.   | 1679   |
| 2009/10 | 01.   | 1608   |
| 2010/11 | 01.   | 1711   |
| 2011/12 | 03.   | 1574   |
| 2012/13 | 02.   | 1798   |
| 2013/14 | 04.   | 1441   |

### Weltcupsiege
Zweierbob Damen
| Nr. | Datum         | Ort               | Bahn                                              |
| --- | ------------- | ----------------- | ------------------------------------------------- |
| 1.  | 10. Nov. 2001 | Winterberg        | Bobbahn Winterberg                                |
| 2.  | 11. Nov. 2001 | Winterberg        | Bobbahn Winterberg                                |
| 3.  | 18. Nov. 2001 | Königssee         | Kombinierte Kunsteisbahn am Königssee             |
| 4.  | 22. Nov. 2001 | Innsbruck-Igls    | Olympia Eiskanal Igls                             |
| 5.  | 23. Nov. 2001 | Innsbruck-Igls    | Kunsteisbahn Bob-Rodel Igls                       |
| 6.  | 24. Nov. 2002 | Calgary           | Bob- und Rennschlittenbahn im Canada Olympic Park |
| 7.  | 30. Nov. 2002 | Park City         | Utah Olympic Park Track                           |
| 8.  | 1. Dez. 2002  | Park City         | Utah Olympic Park Track                           |
| 9.  | 14. Dez. 2002 | Lake Placid       | Olympia-Bobbahn Lake Placid                       |
| 10. | 16. Dez. 2002 | Lake Placid       | Olympia-Bobbahn Lake Placid                       |
| 11. | 28. Nov. 2003 | Calgary           | Bob- und Rennschlittenbahn im Canada Olympic Park |
| 12. | 29. Nov. 2003 | Calgary           | Bob- und Rennschlittenbahn im Canada Olympic Park |
| 13. | 6. Dez. 2003  | Lake Placid       | Olympia-Bobbahn Lake Placid                       |
| 14. | 22. Jan. 2004 | Lillehammer       | Bob- und Rennschlittenbahn Hunderfossen           |
| 15. | 23. Jan. 2004 | Lillehammer       | Bob- und Rennschlittenbahn Hunderfossen           |
| 17. | 17. Nov. 2004 | Winterberg        | Bobbahn Winterberg                                |
| 18. | 10. Dez. 2004 | Innsbruck-Igls    | Kunsteisbahn Bob-Rodel Igls                       |
| 19. | 17. Dez. 2004 | Cortina d’Ampezzo | Pista olimpica Eugenio Monti                      |
| 20. | 21. Jan. 2005 | Cesana            | Cesana Pariol                                     |
| 21. | 12. Feb. 2005 | Lake Placid       | Olympia-Bobbahn Lake Placid                       |
| 22. | 10. Nov. 2005 | Calgary           | Bob- und Rennschlittenbahn im Canada Olympic Park |
| 23. | 18. Nov. 2005 | Lake Placid       | Olympia-Bobbahn Lake Placid                       |
| 24. | 9. Dez. 2005  | Innsbruck-Igls    | Kunsteisbahn Bob-Rodel Igls                       |
| 25. | 16. Dez. 2005 | Cortina d’Ampezzo | Pista olimpica Eugenio Monti                      |
| 26. | 12. Jan. 2007 | Cortina d’Ampezzo | Pista olimpica Eugenio Monti                      |
| 27. | 19. Jan. 2007 | Innsbruck-Igls    | Kunsteisbahn Bob-Rodel Igls                       |
| 28. | 9. Feb. 2007  | Cesana            | Cesana Pariol                                     |
| 29. | 16. Feb. 2007 | Winterberg        | Bobbahn Winterberg                                |
| 30. | 23. Feb. 2007 | Königssee         | Kunsteisbahn Königssee                            |
| 31. | 7. Dez. 2007  | Park City         | Utah Olympic Park Track                           |
| 32. | 14. Dez. 2007 | Lake Placid       | Olympia-Bobbahn Lake Placid                       |
| 33. | 12. Jan. 2008 | Cortina d’Ampezzo | Pista olimpica Eugenio Monti                      |
| 34. | 25. Jan. 2008 | St. Moritz        | Olympia Bob Run St. Moritz–Celerina               |
| 35. | 8. Feb. 2008  | Winterberg        | Bobbahn Winterberg                                |
| 36. | 6. Dez. 2008  | Altenberg         | Rennschlitten- und Bobbahn Altenberg              |
| 37. | 16. Jan. 2009 | St. Moritz        | Olympia Bobrun St. Moritz–Celerina                |
| 38. | 18. Jan. 2009 | St. Moritz        | Olympia Bobrun St. Moritz–Celerina                |
| 39. | 27. Nov. 2010 | Whistler          | Whistler Sliding Centre                           |
| 40. | 17. Nov. 2010 | Lake Placid       | Olympia-Bobbahn Lake Placid                       |
| 41. | 18. Nov. 2010 | Lake Placid       | Olympia-Bobbahn Lake Placid                       |
| 42. | 21. Jan. 2011 | Winterberg        | Bobbahn Winterberg                                |
| 43. | 29. Jan. 2011 | St. Moritz        | Olympia Bobrun St. Moritz–Celerina                |
| 44. | 12. Jan. 2013 | Innsbruck-Igls    | Kunsteisbahn Bob-Rodel Igls                       |
| 45. | 13. Feb. 2013 | Sotschi           | Sliding Center Sanki                              |
| 46. | 5. Jan. 2014  | Winterberg        | Bobbahn Winterberg                                |

## Teilnahme an Fernsehshows
Kiriasis nahm regelmäßig als Mannschaftsmitglied bei der „Wok-WM“ von TV total teil und erkämpfte sich dabei je zwei Gold- und Silbermedaillen.
Im Januar 2019 war sie Kandidatin der dreizehnten Staffel von Ich bin ein Star – Holt mich hier raus! und belegte dort den vierten Platz. Zum Start der dreizehnten Staffel hatte sie zusammen mit Indira Weis als Skihase feat. Bobhase das gemeinsam aufgenommene Lied Es geht auf’s Eis veröffentlicht. Anschließend nahm sie auch am „Dschungel-Special“ von Das perfekte Promi-Dinner teil. Im September 2019 trat sie in der ersten Ausgabe von Renn zur Million … wenn Du kannst! an. Im Januar 2020 war sie bei Ich bin ein Star – Die Stunde danach zu Gast; im Oktober dieses Jahres versuchte sie, ihre bei der Eröffnungs- und Abschlusszeremonie der Olympischen Winterspiele 2010 getragene gelbe Bogner-Jacke in der Sendung Die Superhändler – 4 Räume, 1 Deal zu verkaufen.